# NWA World Heavyweight Championship
NWA World Heavyweight Championship – to mistrzostwo świata wagi ciężkiej w National Wrestling Alliance (NWA). Choć formalnie powstało w 1948 roku, jego rodowód wywodzi się z World Heavyweight Wrestling Championship, tytułu przyznanego George’owi Hackenschmidtowi po raz pierwszy w 1905 roku. Tytuł ten był przedmiotem rywalizacji w World Wrestling Federation (WWWF, obecnie WWE), New Japan Pro-Wrestling (NJPW), World Championship Wrestling (WCW), Eastern Championship Wrestling (ECW, później Extreme Championship Wrestling), Ring of Honor (ROH), Total Nonstop Action Wrestling (TNA, obecnie Impact Wrestling).
NWA została utworzona w 1948 roku jako ogólny organ zarządzający wrestlingiem w okresie pojawiania się wielu promocji terytorialnych w Stanach Zjednoczonych. Podobnie jak w przypadku franczyzy, terytoria te miały możliwość członkostwa w NWA. Właściciele promocji członkowskich musieli uznać mistrzów NWA Heavyweight i Junior Heavyweight za mistrzów świata, zachowując jednocześnie prawo do posiadania swoich tytułów mistrzowskich. Ric Flair zdobywał tytuł 10 razy, co jest najlepszym wynikiem w historii.

## Lista posiadaczy
| Panowanie | Numer panowania przez danego mistrza                              |
| Miejsce   | Miasto, w którym tytuł został zdobyty                             |
| Gala      | Gala, na której zawodnik zdobył tytuł                             |
| †         | Oznacza, że zmiana posiadacza nie jest uznawana przez NWA         |
| +         | Oznacza, że liczba dni posiadania wzrasta z każdym kolejnym dniem |

| Nr. | Mistrz               | Panowanie | Data                      | Dni          | Miejsce                      | Gala                                          | Notka | Odn.                          |
| --- | -------------------- | --------- | ------------------------- | ------------ | ---------------------------- | --------------------------------------------- | --- | ----------------------------- |
| 1   | Orville Brown        | 1         | 14 lipca 1948(dts)        | 501          | —                            | House show                                    | Liga National Wrestling Alliance (NWA) została ustanowiona 14 lipca 1948 na ogólnoamerykańskim zjeździe promotorów wrestlingu w hotelu prezydenckim w Waterloo, w stanie Iowa. Tam zadecydowano o tym, że Orville Brown zostanie pierwszym mistrzem światowym NWA. Precedensem do podjęcia takiej decyzji było posiadanie przez Browna w danym momencie mistrzostw Midwest Wrestling Association i Iowa Heavyweight Championship, które zunifikował. | [ 1 ] [ 2 ] [ 3 ] [ 4 ] [ 5 ] |
| 2   | Lou Thesz            | 1         | 27 listopada 1949(dts)    | 2300 (1941)† | —                            | —                                             | Został nagrodzony po tym jak Orville Brown przeżył wypadek automobilowy 1 listopada 1949. Thesz posiadał w momencie zdobycia tytułu mistrzostwo World Heavyweight Championship organizacji National Wrestling Association, a 21 maja 1952 zdobył Los Angeles World Heavyweight Championship i zunifikował wszystkie posiadane przez siebie mistrzostwa z NWA World Heavyweight Championship. | [ 5 ]                         |
| —   | Leo Nomellini        | 1†        | 22 marca 1955(dts)        | 115          | San Francisco, CA            | House show                                    | Nomellini pokonał Thesza w walce typu Best Two Out Of Three Falls Match przez wyliczenie w drugiej rundzie i przez dyskwalifikację w trzeciej rundzie. Komisja sportowa stanu Kalifornia, California State Athletic Commission, uznawała zmianę tytułu przez dyskwalifikację, ale Thesz i Nomellini nadal rościli sobie prawa do tytułu. | [ 1 ] [ 6 ]                   |
| —   | Lou Thesz            | 2†        | 15 lipca 1955(dts)        | 244          | Saint Louis, MO              | House show                                    | Pokonał Nomelliniego w walce rewanżowej. | [ 1 ] [ 7 ]                   |
| 3   | Whipper Billy Watson | 1         | 15 marca 1956(dts)        | 239          | Toronto, ON                  | House show                                    | Watson pokonał Thesza przez wyliczenie w walce, którą sędziował Jack Dempsey. | [ 8 ]                         |
| 4   | Lou Thesz            | 2(3)      | 9 listopada 1956(dts)     | 370 (217)†   | Saint Louis, MO              | House show                                    | | [ 9 ]                         |
| —   | Édouard Carpentier   | 1†        | 14 czerwca 1957(dts)      | 72           | Chicago, IL                  | House show                                    | Wygrał mistrzostwo w walce typu Best Two Out Of Three Falls Match. O zwycięstwie Carpentiera zadecydował sędzia, ponieważ Thesz nie mógł kontynuować walki z powodu kontuzji pleców. Nie wszystkie terytoria National Wrestling Alliance uznawały zmianę tytułu. 24 lipca 1957 w Montrealu Thesz wygrał walkę rewanżową, ale Carpentier nadal był uważany za mistrza przez National Wrestling Alliance. 25 sierpnia 1957 kiedy promotor z Montrealu, Eddie Quinn, wystąpił z NWA, Carpentier zrzekł się roszczeń do tytułu mistrzowskiego, a NWA unieważniło jego panowanie mistrzowskie. Było ono nadal uznawane przez World Wrestling Association w Los Angeles i przez American Wrestling Association w Omaha, które dodatkowo kontynuowało jego panowanie wręczając mu nowo utworzone mistrzostwo World Heavyweight Championship                 | [ 1 ] [ 10 ] [ 11 ] [ 12 ]    |
| —   | Lou Thesz            | 4†        | 25 sierpnia 1957(dts)     | 81           | —                            | house show                                    | Kiedy promotor z Montrealu, Eddie Quinn, wystąpił z National Wrestling Alliance, Carpentier zrzekł się roszczeń do tytułu mistrzowskiego, a National Wrestling Alliance unieważniło jego panowanie mistrzowskie. | [ 1 ]                         |
| 5   | Dick Hutton          | 1         | 14 listopada 1957(dts)    | 421          | Toronto, ON                  | House show                                    | | [ 13 ]                        |
| 6   | Pat O’Connor         | 1         | 9 stycznia 1959(dts)      | 903          | Saint Louis, MO              | House show                                    | | [ 14 ]                        |
| 7   | Buddy Rogers         | 1         | 30 czerwca 1961(dts)      | 573 (414)†   | Chicago, IL                  | House show                                    | Wygrał mistrzostwo w walce typu Best Two Out Of Three Falls Match. Bruno Sammartino pokonał Rogersa w walce o tytuł 2 sierpnia 1962 w Toronto, ale nie przyjął go, ponieważ Rogers doznał kontuzji w czasie walki. | [ 1 ] [ 15 ]                  |
| —   | Bobo Brazil          | 1†        | 18 sierpnia 1962(dts)     | 73           | Newark, NJ                   | House show                                    | Pokonał Rogersa w walce o tytuł, ale odmówił przyjęcia mistrzostwa, ponieważ Rogers doznał kontuzji pachwiny. 6 września 1962 National Wrestling Alliance oświadczyło, że Brazil jest uznawany za mistrza, ponieważ lekarze uznali Rogersa za zdolnego do walk. | [ 1 ]                         |
| —   | Buddy Rogers         | 2†        | 30 października 1962(dts) | 22           | Toledo, OH                   | House show                                    | | [ 1 ]                         |
| —   | Killer Kowalski      | 1†        | 21 listopada 1962(dts)    | 61           | Montreal, QC                 | House show                                    | Pokonał Rogersa, który złamał sobie kostkę w czasie walki. Kowalski był uznawany za mistrza w niektórych terytoriach, między innymi w Teksasie. | [ 1 ]                         |
| —   | Buddy Rogers         | 3†        | 21 stycznia 1963(dts)     | 3            | Nowy Jork, NY                | House show                                    | Pokonał Killer Kowalskiego, który jednak wbrew postanowieniom National Wrestling Alliance uważał, że tytuł nie był stawką w tej walce. | [ 1 ]                         |
| 8   | Lou Thesz            | 3(5)      | 24 stycznia 1963(dts)     | 1079         | Toronto, ON                  | House show                                    | Promotorzy z północnego wschodu nie uznali zmiany tytułu i utworzyli niezależną organizację World Wide Wrestling Federation, a Rogersa mianowali inauguracyjnym mistrzem WWWF World Heavyweight Championship. | [ 1 ]                         |
| 9   | Gene Kiniski         | 1         | 7 stycznia 1966(dts)      | 1131         | Saint Louis, MO              | House show                                    | Wygrał mistrzostwo w walce typu Best Two Out Of Three Falls Match. | [ 16 ]                        |
| 10  | Dory Funk Jr.        | 1         | 11 lutego 1969(dts)       | 1563         | Tampa, FL                    | House show                                    | | [ 17 ]                        |
| 11  | Harley Race          | 1         | 24 maja 1973(dts)         | 57           | Kansas City, MO              | House show                                    | Wygrał mistrzostwo w walce typu Best Two Out Of Three Falls Match. | [ 18 ]                        |
| 12  | Jack Brisco          | 1         | 20 lipca 1973(dts)        | 500          | Houston, TX                  | House show                                    | Wygrał mistrzostwo w walce typu Best Two Out Of Three Falls Match. | [ 19 ]                        |
| 13  | Giant Baba           | 1         | 2 grudnia 1974(dts)       | 7            | Kagoshima, Japonia           | House show                                    | Wygrał mistrzostwo w walce typu Best Two Out Of Three Falls Match. | [ 20 ]                        |
| 14  | Jack Brisco          | 2         | 9 grudnia 1974(dts)       | 366          | Toyohashi, Japonia           | House show                                    | Wygrał mistrzostwo w walce typu Best Two Out Of Three Falls Match. | [ 21 ]                        |
| 15  | Terry Funk           | 1         | 10 grudnia 1975(dts)      | 424          | Miami, FL                    | House show                                    | | [ 22 ]                        |
| 16  | Harley Race          | 2         | 6 lutego 1977(dts)        | 926          | Toronto, ON                  | House show                                    | Wygrał mistrzostwo w walce, którą sędziował Fred Atkins. | [ 23 ]                        |
| 17  | Dusty Rhodes         | 1         | 21 sierpnia 1979(dts)     | 5            | Tampa, FL                    | House show                                    | | [ 24 ]                        |
| 18  | Harley Race          | 3         | 26 sierpnia 1979(dts)     | 66           | Orlando, FL                  | House show                                    | | [ 25 ]                        |
| 19  | Giant Baba           | 2         | 31 października 1979(dts) | 7            | Nagoja, Japonia              | House show                                    | | [ 26 ]                        |
| 20  | Harley Race          | 4         | 7 listopada 1979(dts)     | 302          | Amagasaki, Japonia           | House show                                    | | [ 27 ]                        |
| 21  | Giant Baba           | 3         | 4 września 1980(dts)      | 5            | Saga, Japonia                | House show                                    | | [ 28 ]                        |
| 22  | Harley Race          | 5         | 9 września 1980(dts)      | 230          | Ōtsu, Japonia                | House show                                    | | [ 29 ]                        |
| 23  | Tommy Rich           | 1         | 27 kwietnia 1981(dts)     | 4            | Augusta, GA                  | House show                                    | | [ 30 ]                        |
| 24  | Harley Race          | 6         | 1 maja 1981(dts)          | 51           | Gainesville, GA              | House show                                    | | [ 31 ]                        |
| 25  | Dusty Rhodes         | 2         | 21 czerwca 1981(dts)      | 88           | Atlanta, GA                  | House show                                    | | [ 32 ]                        |
| 26  | Ric Flair            | 1         | 17 września 1981(dts)     | 631          | Kansas City, MO              | House show                                    | | [ 33 ]                        |
| —   | Jack Veneno          | 1†        | 29 sierpnia 1982(dts)     | <1           | Santo Domingo, Dominikana    | House show                                    | Ric Flair pozwolił się przypiąć Veneno i przegrać tytuł aby uniknąć zamieszek na arenie, ale mistrzostwo zostało mu zwrócone tego samego dnia. | [ 34 ]                        |
| —   | Ric Flair            | 2†        | 29 sierpnia 1982(dts)     | 285          | Santo Domingo, Dominikana    | House show                                    | 6 stycznia 1983 w San Juan Ric Flair przegrał pas w walce z Carlosem Colonem, zawodnikiem portorykańskiej organizacji wrestlingu, World Wrestling Council (WWC). Walka nie została uznana za ważną przez National Wrestling Alliance, a starcie nie było emitowane w telewizji, ale Colone uznał, że skoro udało mu się pokonać mistrza świata NWA, to posiadany przez niego regionalny pas WWC World Heavyweight Championship jest bardziej prestiżowy. WWC zmieniło nazwę swojego najwyższego mistrzostwa na WWC Universal Heavyweight Championship, czyli mistrzostwo wszechświata. 8 lutego 1983 Victor Jovica pokonał Rica Flaira w Trynidad w walce o mistrzostwo NWA. Stało się tak jednak w wyniku błędu, więc NWA nie uznało wyniku walki i stwierdziło, że w chwili przypinania przeciwnika miał nogi na linach ringu, co jest zabronione. | [ 34 ]                        |
| 27  | Harley Race          | 7         | 10 czerwca 1983(dts)      | 167          | Saint Louis, MO              | House show                                    | Wygrał mistrzostwo w walce typu Best Two Out Of Three Falls Match. | [ 35 ]                        |
| 28  | Ric Flair            | 2(3)      | 24 listopada 1983(dts)    | 164 (117)†   | Greensboro, NC               | Starrcade                                     | Wygrał mistrzostwo w walce typu Steel Cage Match sędziowanej przez Gene’a Kiniskiego. | [ 36 ]                        |
| —   | Harley Race          | 8†        | 20 marca 1984(dts)        | 2            | Wellington, Nowa Zelandia    | House show                                    | Ric Flair deklarował, że w walce, w której Race wygrał tytuł, sędzia odliczał przypięcie za szybko. National Wrestling Alliance ogłosiło unieważnienie wyniku wali. Została powtórzona 25 marca 1984 w Geylang w Singapurze i zakończyła się zwycięstwem Flaira. | [ 1 ]                         |
| —   | Ric Flair            | 4†        | 22 marca 1984(dts)        | 45           | —                            | —                                             | Ric Flair deklarował, że w walce, w której Race wygrał tytuł, sędzia odliczał przypięcie za szybko. National Wrestling Alliance ogłosiło unieważnienie wyniku wali. Została powtórzona 25 marca 1984 w Geylang w Singapurze i zakończyła się zwycięstwem Flaira. | [ 1 ]                         |
| 29  | Kerry Von Erich      | 1         | 6 maja 1984(dts)          | 18           | Irving, TX                   | 1st Von Erich Memorial Parade of Champions    | Walka odbyła się w trakcie wydarzenia ku czci zmarłego trzy miesiące wcześniej brata Kerrego Von Ericha, Davida Von Ericha. | [ 37 ] [ 38 ]                 |
| 30  | Ric Flair            | 3(5)      | 24 maja 1984(dts)         | 793          | Yokosuka, Japonia            | House show                                    | Wygrał mistrzostwo w walce typu Best Two Out Of Three Falls Match. | [ 39 ]                        |
| 31  | Dusty Rhodes         | 3         | 26 lipca 1986(dts)        | 14           | Greensboro, NC               | The Great American Bash                       | Wygrał mistrzostwo w walce typu Steel Cage match. | [ 40 ]                        |
| 32  | Ric Flair            | 4(6)      | 9 sierpnia 1986(dts)      | 412          | Saint Louis, MO              | House show                                    | | [ 41 ]                        |
| 33  | Ron Garvin           | 1         | 25 września 1987(dts)     | 62           | Detroit, MI                  | House show                                    | Wygrał mistrzostwo w walce typu Steel Cage match. | [ 42 ]                        |
| 34  | Ric Flair            | 5(7)      | 26 listopada 1987(dts)    | 452          | Chicago, IL                  | Starrcade                                     | Wygrał mistrzostwo w walce typu Steel Cage match. | [ 43 ]                        |
| 35  | Ricky Steamboat      | 1         | 20 lutego 1989(dts)       | 76           | Chicago, IL                  | Chi-Town Rumble                               | | [ 44 ]                        |
| 36  | Ric Flair            | 6(8)      | 7 maja 1989(dts)          | 426          | Nashville, TN                | WrestleWar                                    | | [ 45 ]                        |
| 37  | Sting                | 1         | 7 lipca 1990(dts)         | 188          | Baltimore, MD                | The Great American Bash                       | | [ 46 ]                        |
| 38  | Ric Flair            | 7(9)      | 11 stycznia 1991(dts)     | 69           | East Rutherford, NJ          | House show                                    | | [ 1 ]                         |
| 39  | Tatsumi Fujinami     | 1         | 21 marca 1991(dts)        | 59           | Tokio, Japonia               | NJPW Starrcade 1991 In Tokyo Dome             | Stawką w walce o mistrzostwo było także należące do Fujinamiego mistrzostwo IWGP Heavyweight Championship | [ 47 ]                        |
| 40  | Ric Flair            | 8(10)     | 19 maja 1991(dts)         | 112          | St. Petersburg, FL           | SuperBrawl I                                  | Stawką w walce o mistrzostwo było także należące do Flaira mistrzostwo WCW World Heavyweight Championship | [ 48 ]                        |
| —   | Wakat                | —         | 8 września 1991(dts)      | —            | —                            | —                                             | Ric Flair podpisał umowę z World Wrestling Federation, w związku z czym National Wrestling Alliance podjęło decyzję o pozbawieniu go mistrzostwa. Sam pas reprezentujący tytuł nadal był w posiadaniu Flaira i razem z nim wrestler pojawił się w programach telewizyjnych WWF. Później World Championship Wrestling odkupiło od niego pas za 75 tysięcy dolarów amerykańskich. | [ 1 ] [ 38 ]                  |
| 41  | Masahiro Chono       | 1         | 12 sierpnia 1992(dts)     | 145          | Tokio, Japonia               | G1 Climax                                     | Pokonał Ricka Rude'a w finale turnieju G1 Climax | [ 49 ]                        |
| 42  | The Great Muta       | 1         | 4 stycznia 1993(dts)      | 48           | Tokio, Japonia               | Fantastic Story in Tokyo Dome                 | Stawką w walce o mistrzostwo było także należące do Muty mistrzostwo IWGP Heavyweight Championship | [ 50 ]                        |
| 43  | Barry Windham        | 1         | 21 lutego 1993(dts)       | 147          | Asheville, NC                | SuperBrawl III                                | | [ 51 ]                        |
| 44  | Ric Flair            | 9(11)     | 18 lipca 1993(dts)        | 57           | Biloxi, MS                   | Beach Blast                                   | | [ 52 ]                        |
| —   | Wakat                | —         | 13 września 1993(dts)     | —            | —                            | —                                             | Mistrzostwo zostało zwakowane, ponieważ organizacja World Championship Wrestling, do której należał posiadacz tytułu, Ric Flair, odłączyła się od ligi National Wrestling Alliance. | [ 1 ]                         |
| 45  | Shane Douglas        | 1         | 27 sierpnia 1994(dts)     | <1           | Filadelfia, PA               | World Title Tournament                        | Wygrał turniej, w którym mistrzostwo było nagrodą, pokonując w kolejnych rundach: The Tazmaniaca, Deana Malenko i Too Cold Scorpio. | [ 53 ]                        |
| —   | Wakat                | —         | 27 sierpnia 1994(dts)     | —            | —                            | —                                             | Mistrzostwo zostało zwakowane, ponieważ organizacja Extreme Championship Wrestling, do której należał posiadacz tytułu, Shane Douglas, odłączyła się od ligi National Wrestling Alliance. | [ 1 ]                         |
| 46  | Chris Candido        | 1         | 19 listopada 1994(dts)    | 97           | Cherry Hill, NJ              | World Heavyweight Title Tournament            | Wygrał turniej, w którym mistrzostwo było nagrodą, pokonując w kolejnych rundach: Ala Snowa, Dirty White Boya i Tracy’ego Smothersa. | [ 54 ]                        |
| 47  | Dan Severn           | 1         | 24 lutego 1995(dts)       | 1479         | Erlanger, KY                 | House show                                    | | [ 55 ]                        |
| 48  | Naoya Ogawa          | 1         | 14 marca 1999(dts)        | 195          | Jokohama, Japonia            | House show                                    | | [ 56 ]                        |
| 49  | Gary Steele          | 1         | 25 września 1999(dts)     | 7            | Charlotte, NC                | 51st Anniversary Show                         | | [ 57 ]                        |
| 50  | Naoya Ogawa          | 2         | 2 października 1999(dts)  | 274          | Thomaston, CT                | House show                                    | | [ 58 ]                        |
| —   | Wakat                | —         | 2 lipca 2000(dts)         | —            | —                            | —                                             | Ogawa zdecydował się zwakować mistrzostwo. | [ 59 ]                        |
| 51  | Mike Rapada          | 1         | 19 września 2000(dts)     | 56           | Tampa, FL                    | House show                                    | Wygrał turniej, w którym mistrzostwo było nagrodą, pokonując w finale Jerry’ego Flynna. | [ 1 ]                         |
| 52  | Sabu                 | 1         | 14 listopada 2000(dts)    | 38           | Tampa, FL                    | House show                                    | | [ 1 ]                         |
| 53  | Mike Rapada          | 2         | 22 grudnia 2000(dts)      | 123          | Nashville, TN                | House show                                    | | [ 1 ]                         |
| 54  | Steve Corino         | 1         | 24 kwietnia 2001(dts)     | 172          | Tampa, FL                    | House show                                    | | [ 1 ]                         |
| —   | Wakat                | —         | 13 października 2001(dts) | —            | —                            | —                                             | Mistrzostwo zostało zwakowane, ponieważ Steve Corino doznał kontuzji uniemożliwiającej bronienie tytułu. | [ 1 ]                         |
| 55  | Shinya Hashimoto     | 1         | 15 grudnia 2001(dts)      | 84           | McKeesport, PA               | House show                                    | | [ 60 ]                        |
| 56  | Dan Severn           | 2         | 9 marca 2002(dts)         | 80           | Tokio, Japonia               | House show                                    | | [ 61 ]                        |
| —   | Wakat                | —         | 28 maja 2002(dts)         | —            | —                            | —                                             | Mistrzostwo zostało zwakowane jednomyślną decyzją rady NWA z powodu niemożności zaplanowania obrony tytułu 19 czerwca 2002 w Huntsville w Alabamie | [ 1 ]                         |
| 57  | Ken Shamrock         | 1         | 19 czerwca 2002(dts)      | 49           | Huntsville, AL               | NWA Total Nonstop Action #1                   | Ken Shamrock i Malice wygrali Gauntlet Match wyłaniający pretendentów do tytułu, a następnie Shemrock pokonał Malice'a w walce sędziowanej przez Ricky’ego Steamboata. NWA postanowiło później oddać mistrzostwo pod kontrolę organizacji Total Nonstop Action Wrestling. | [ 62 ]                        |
| 58  | Ron Killings         | 1         | 7 sierpnia 2002(dts)      | 105          | Nashville, TN                | NWA Total Nonstop Action #8                   | | [ 63 ]                        |
| 59  | Jeff Jarrett         | 1         | 20 listopada 2002(dts)    | 203          | Nashville, TN                | NWA Total Nonstop Action #22                  | | [ 64 ]                        |
| 60  | A.J. Styles          | 1         | 11 czerwca 2003(dts)      | 133          | Nashville, TN                | NWA Total Nonstop Action #49                  | Wygrał mistrzostwo w walce typu Triple threat, pokonując Jeffa Jarretta i Ravena | [ 65 ]                        |
| 61  | Jeff Jarrett         | 2         | 22 października 2003(dts) | 182          | Nashville, TN                | NWA Total Nonstop Action #68                  | | [ 66 ]                        |
| 62  | A.J. Styles          | 2         | 21 kwietnia 2004(dts)     | 28           | Nashville, TN                | NWA Total Nonstop Action #94                  | Wygrał mistrzostwo w walce typu Steel Cage Match. | [ 67 ]                        |
| 63  | Ron Killings         | 2         | 19 maja 2004(dts)         | 14           | Nashville, TN                | NWA Total Nonstop Action #98                  | Wygrał mistrzostwo w walce typu Fatal 4-way, pokonując AJ Stylesa, Chrisa Harrisa i Ravena. | [ 68 ]                        |
| 64  | Jeff Jarrett         | 3         | 2 czerwca 2004(dts)       | 347          | Nashville, TN                | NWA Total Nonstop Action #100                 | Wygrał mistrzostwo w walce typu King Of The Mountain Match, pokonując AJ Stylesa, Chrisa Harrisa, Ravena i Rona Killingsa. | [ 69 ]                        |
| 65  | A.J. Styles          | 3         | 15 maja 2005(dts)         | 35           | Orlando, FL                  | Hard Justice                                  | Wygrał mistrzostwo w walce, którą sędziował Tito Ortiz. | [ 70 ]                        |
| 66  | Raven                | 1         | 19 czerwca 2005(dts)      | 88           | Orlando, FL                  | Slammiversary                                 | Wygrał mistrzostwo w walce typu King Of The Mountain Match, pokonując Abyssa, AJ Stylesa, Monty’ego Browna i Seana Waltmana. | [ 71 ]                        |
| 67  | Jeff Jarrett         | 4         | 15 września 2005(dts)     | 38           | Windsor, ON                  | BCW International Incident                    | Wygrał mistrzostwo w walce typu No Holds Barred match. | [ 72 ]                        |
| 68  | Rhino                | 1         | 23 października 2005(dts) | 2            | Orlando, FL                  | Bound for Glory                               | Wygrał mistrzostwo w walce sędziowanej przez Tito Ortiza. | [ 73 ]                        |
| 69  | Jeff Jarrett         | 5         | 25 października 2005(dts) | 110          | Orlando, FL                  | Impact!                                       | | [ 74 ]                        |
| 70  | Christian Cage       | 1         | 12 lutego 2006(dts)       | 126          | Orlando, FL                  | Against All Odds                              | Wygrał mistrzostwo w walce sędziowanej przez Earla Hebnera. | [ 75 ]                        |
| 71  | Jeff Jarrett         | 6         | 18 czerwca 2006(dts)      | 126          | Orlando, FL                  | Slammiversary                                 | Wygrał mistrzostwo w walce typu King Of The Mountain Match, pokonując Abyssa, Christiana Cage’a i Rona Killingsa. | [ 76 ]                        |
| 72  | Sting                | 2         | 22 października 2006(dts) | 28           | Plymouth, MI                 | Bound for Glory                               | Wygrał mistrzostwo w walce sędziowanej przez Kurta Angle. Wcześniej Sting zadeklarował, że zakończy karierę jeśli przegra. | [ 77 ]                        |
| 73  | Abyss                | 1         | 19 listopada 2006(dts)    | 56           | Orlando, FL                  | Genesis                                       | | [ 78 ]                        |
| 74  | Christian Cage       | 2         | 14 stycznia 2007(dts)     | 119          | Orlando, FL                  | Final Resolution                              | Wygrał mistrzostwo w walce typu Triple threat, w której pokonał Abyssa i Stinga. | [ 79 ]                        |
| —   | Wakat                | —         | 13 maja 2007(dts)         | —            | —                            | —                                             | National Wrestling Alliance zakończyło współpracę z Total Nonstop Action Wrestling, przejęło kontrolę nad tytułem i zdecydowało o zwakowaniu go. | [ 1 ]                         |
| 75  | Adam Pearce          | 1         | 1 września 2007(dts)      | 336          | Bayamón, PR                  | House show                                    | Wygrał turniej, w którym mistrzostwo było nagrodą, pokonując w finale Brenta Albrighta. | [ 80 ]                        |
| 76  | Brent Albright       | 1         | 2 sierpnia 2008(dts)      | 49           | New York City, NY            | ROH Death Before Dishonor VI                  | | [ 81 ]                        |
| 77  | Adam Pearce          | 2         | 20 września 2008(dts)     | 35           | Philadelphia, PA             | ROH Glory By Honor VII                        | | [ 82 ]                        |
| 78  | Blue Demon Jr.       | 1         | 25 października 2008(dts) | 505          | Mexico City, Mexico          | House show                                    | Wygrał mistrzostwo przez decyzję sędziego. | [ 83 ]                        |
| 79  | Adam Pearce          | 3         | 14 marca 2010(dts)        | 357          | Charlotte, NC                | House show                                    | Wygrał mistrzostwo w walce typu Three Way Elimination match, pokonując Blue Demona Jr. i Phila Shattera. | [ 84 ]                        |
| 80  | Colt Cabana          | 1         | 6 marca 2011(dts)         | 48           | West Hollywood, CA           | NWA Championship Wrestling from Hollywood     | | [ 85 ]                        |
| 81  | The Sheik            | 1         | 23 kwietnia 2011(dts)     | 79           | Jacksonville, FL             | NWA Florida Subtle Hustle                     | | [ 86 ]                        |
| —   | Wakat                | —         | 11 lipca 2011(dts)        | —            | —                            | —                                             | Mistrzostwo zostało zwakowane, ponieważ The Sheik odmówił walki przeciwko Adamowi Pearce’owi 31 lipca 2011 w Columbus w Ohio | [ 1 ]                         |
| 82  | Adam Pearce          | 4         | 31 lipca 2011(dts)        | 252          | Columbus, OH                 | NWA at the Ohio State Fair                    | Wygrał mistrzostwo w walce typu Fatal 4-way, pokonując Chance Propheta, Jimmy’ego Rave’a i Shauna Tempersa. | [ 87 ]                        |
| 83  | Colt Cabana          | 2         | 8 kwietnia 2012(dts)      | 104          | Glendale, CA                 | NWA Championship Wrestling from Hollywood     | | [ 88 ]                        |
| 84  | Adam Pearce          | 5         | 21 lipca 2012(dts)        | 98           | Kansas City, KS              | Metro Pro Wrestling                           | | [ 89 ]                        |
| —   | Wakat                | —         | 27 października 2012(dts) | —            | Berwick, Victoria, Australia | NWA Warzone Wrestling 14                      | Colt Cabana pokonał Adama Pearce'a w walce o tytuł, ale National Wrestling Alliance nie zgodziło się sankcjonować tego pojedynku. W związku z tym Pearce odszedł z NWA, a tytuł został zwakowany. | [ 1 ] [ 90 ]                  |
| 85  | Kahagas              | 1         | 2 listopada 2012(dts)     | 134          | Clayton, NJ                  | NWA DAWG Wrath of Champions                   | Wygrał mistrzostwo w walce typu Elimination match, pokonując Anthony’ego Nese’a, Biggie Biggsa, Chance'a Propheta, Damiena Wayne’a, Jasona Kincaida, Lance’a Anoai, Lance’a Eriksona i Papadona. | [ 91 ]                        |
| 86  | Rob Conway           | 1         | 16 marca 2013(dts)        | 294          | San Antonio, TX              | NWA Branded Outlaw Wrestling A Monster's Ball | | [ 92 ]                        |
| 87  | Satoshi Kojima       | 1         | 4 stycznia 2014(dts)      | 149          | Tokyo, Japan                 | Wrestle Kingdom 8 in Tokyo Dome               | | [ 93 ]                        |
| 88  | Rob Conway           | 2         | 2 czerwca 2014(dts)       | 257          | Las Vegas, NV                | Vendetta Pro Casino Royale 2014 – Tag 2       | | [ 94 ]                        |
| 89  | Hiroyoshi Tenzan     | 1         | 14 lutego 2015(dts)       | 196          | Sendai, Japan                | The New Beginning in Sendai                   | | [ 95 ]                        |
| 90  | Jax Dane             | 1         | 29 sierpnia 2015(dts)     | 419          | San Antonio, TX              | NWA Branded Outlaw Wrestling World War Gold   | | [ 96 ]                        |
| 91  | Tim Storm            | 1         | 21 października 2016(dts) | 414          | Sherman, TX                  | House show                                    | | [ 1 ]                         |
| 92  | Nick Aldis           | 1         | 9 grudnia 2017(dts)       | 266          | Sewell, NJ                   | Cage of Death 19                              | | [ 97 ]                        |
| 93  | Cody                 | 1         | 1 września 2018           | 50           | Hoffman Estates, IL          | All In                                        | | [ 98 ]                        |
| 94  | Nick Aldis           | 2         | 21 października 2018      | 1043         | Nashville, TN                | 70th Anniversary Show                         | Był to Two-out-of-three falls match. | [ 99 ]                        |
| 95  | Trevor Murdoch       | 1         | 21 października 2018      | 167          | Saint Louis, MO              | 73rd Anniversary Show                         | Był to Title vs. Career match, w którym Murdoch położył na szali swoją karierę. | [ 100 ]                       |
| 96  | Matt Cardona         | 1         | 12 lutego 2022            | 119          | Oak Grove, KY                | PowerrrTrip                                   | Wyemitowano z opóźnieniem taśmy 8 marca 2022 roku na odcinku NWA Powerrr. | [ 101 ]                       |
| —   | Wakat                | —         | 11 czerwca 2022(dts)      | —            | Knoxville, TN                | Alwayz Ready                                  | Cardona zwakował tytuł z powodu kontuzji. |                               |
| 97  | Trevor Murdoch       | 2         | 11 czerwca 2022(dts)      | 154          | Knoxville, TN                | Alwayz Ready                                  | Pokonał Nicka Aldisa, Thoma Latimera i Sama Shawa w Four-way matchu o zwakowany tytuł. | [ 102 ]                       |
| 98  | Tyrus                | 1         | 12 listopada 2022(dts)    | 288          | Chalmette, LA                | Hard Times 3                                  | Był to Three-way match, w którym brał również udział Matt Cardona. | [ 103 ]                       |
| 99  | EC3                  | 1         | 27 sierpnia 2023(dts)     | 370          | Saint Louis, MO              | 75th Anniversary Show                         | Był to Bullrope match, a stawką była także kariera wrestlingowa Tyrusa. | [ 104 ]                       |
| 100 | Thom Latimer         | 1         | 31 sierpnia 2024(dts)     | 186+         | Filadelfia, PA               | 76th Anniversary Show                         | | [ 105 ]                       |

## Suma panowań mistrzowskich

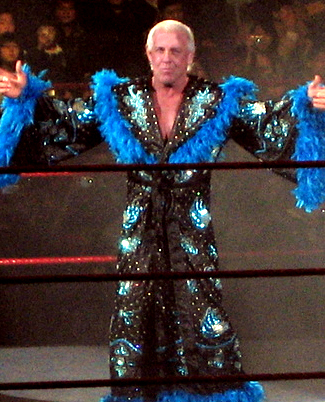
Rekordowy, dziewięciokrotny mistrz NWA World Heavyweight, Ric Flair

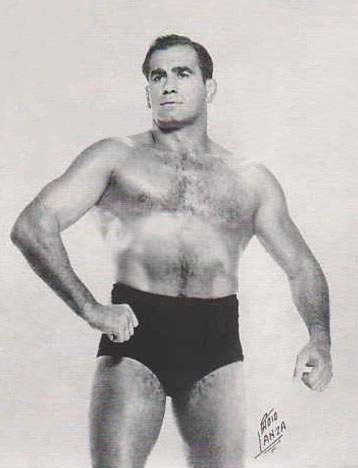
Najdłużej panujący mistrz NWA World Heavyweight, Lou Thesz

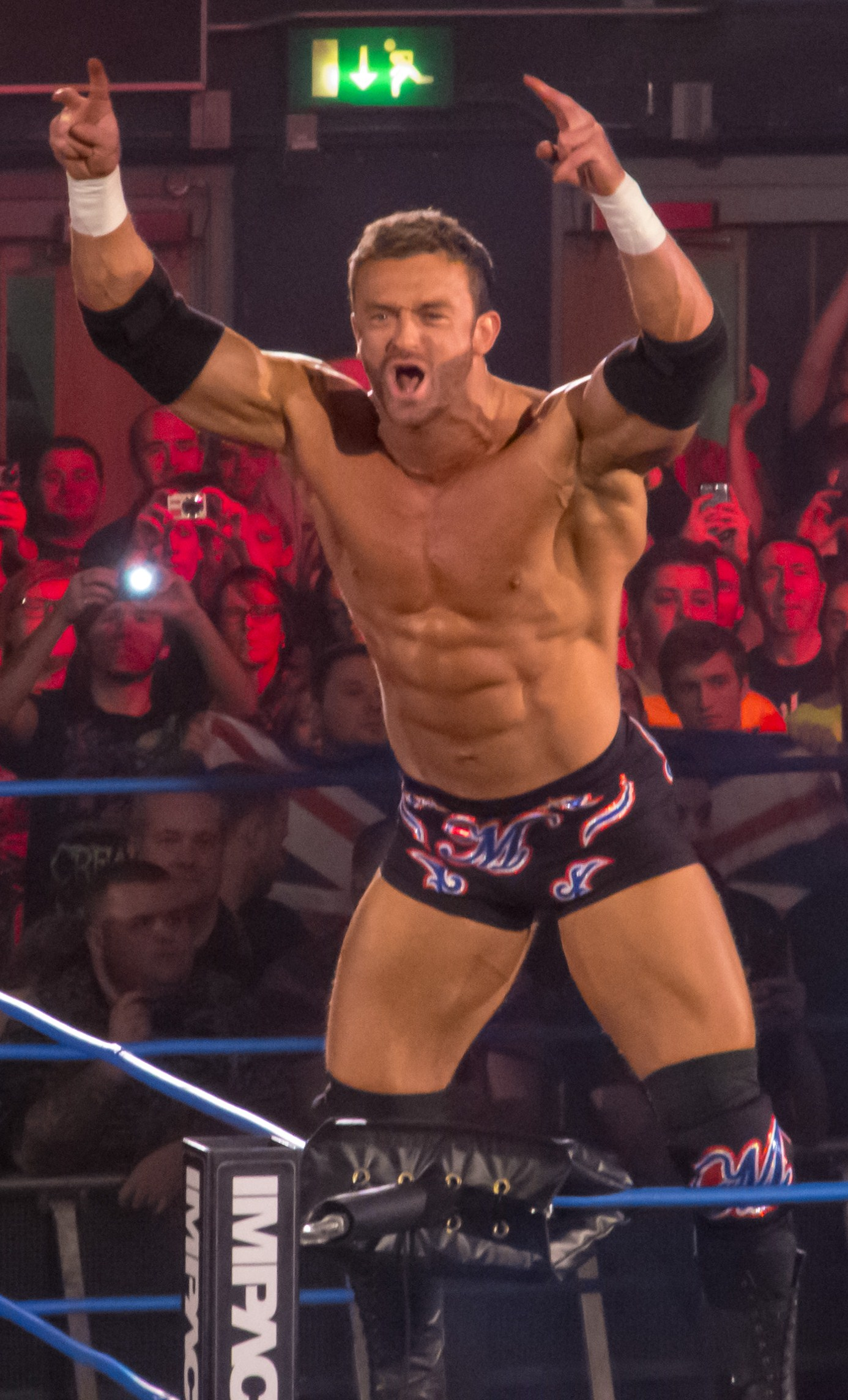
Obecny mistrz NWA World Heavyweight, Nick Aldis

| +  | Oznacza aktualnego mistrza, liczba dni posiadania wzrasta z każdym kolejnym dniem |
| <1 | Suma panowań krótsza, niż jeden dzień                                             |
| †  | Oznacza sumę panowań włącznie z tymi nieuznawanymi przez NWA                      |
| —  | Mistrz nigdy nie uznawany przez NWA                                               |

| Rank | Wrestler             | liczba panowań | Suma dni     |
| ---- | -------------------- | -------------- | ------------ |
| 1    | Lou Thesz            | 3              | 3,749        |
| 2    | Ric Flair            | 9              | 3,119        |
| 3    | Harley Race          | 7              | 1,800        |
| 4    | Dory Funk Jr.        | 1              | 1,563        |
| 5    | Dan Severn           | 2              | 1,559        |
| 6    | Nick Aldis           | 2              | 1,309        |
| 7    | Gene Kiniski         | 1              | 1,131        |
| 8    | Adam Pearce          | 5              | 1,078        |
| 9    | Jeff Jarrett         | 6              | 1,006        |
| 10   | Pat O’Connor         | 1              | 903          |
| 11   | Jack Brisco          | 2              | 866          |
| 12   | Buddy Rogers         | 1              | 573          |
| 13   | Rob Conway           | 2              | 551          |
| 14   | Blue Demon Jr.       | 1              | 505          |
| 15   | Orville Brown        | 1              | 501          |
| 16   | Naoya Ogawa          | 2              | 469          |
| 17   | Terry Funk           | 1              | 424          |
| 18   | Dick Hutton          | 1              | 421          |
| 19   | Jax Dane             | 1              | 419          |
| 20   | Tim Storm            | 1              | 414          |
| 21   | EC3                  | 1              | 370          |
| 22   | Trevor Murdoch       | 2              | 321          |
| 23   | Tyrus                | 1              | 288          |
| 24   | Christian Cage       | 2              | 245          |
| 25   | Whipper Billy Watson | 1              | 239          |
| 26   | Sting                | 2              | 216          |
| 27   | A.J. Styles          | 3              | 196          |
| 27   | Hiroyoshi Tenzan     | 1              | 196          |
| 29   | Mike Rapada          | 2              | 179          |
| 30   | Steve Corino         | 1              | 172          |
| 31   | Colt Cabana          | 2              | 152          |
| 32   | Satoshi Kojima       | 1              | 149          |
| 33   | Barry Windham        | 1              | 147          |
| 34   | Masahiro Chono       | 1              | 145          |
| 35   | Kahagas              | 1              | 134          |
| 36   | Ron Killings         | 2              | 119          |
| 36   | Matt Cardona         | 1              | 119          |
| 38   | Dusty Rhodes         | 3              | 107          |
| 39   | Chris Candido        | 1              | 97           |
| 40   | Raven                | 1              | 88           |
| 41   | Shinya Hashimoto     | 1              | 84           |
| 42   | The Sheik            | 1              | 79           |
| 43   | Ricky Steamboat      | 1              | 76           |
| 44   | Ron Garvin           | 1              | 62           |
| 45   | Tatsumi Fujinami     | 1              | 59           |
| 46   | Abyss                | 1              | 56           |
| 47   | Cody Rhodes          | 1              | 50           |
| 48   | Brent Albright       | 1              | 49           |
| 48   | Ken Shamrock         | 1              | 49           |
| 50   | The Great Muta       | 1              | 48           |
| 51   | Sabu                 | 1              | 38           |
| 52   | Thom Latimer †       | 1              | 186+         |
| 53   | Giant Baba           | 3              | 19           |
| 54   | Kerry Von Erich      | 1              | 18           |
| 55   | Gary Steele          | 1              | 7            |
| 56   | Tommy Rich           | 1              | 4            |
| 57   | Rhino                | 1              | 2            |
| 58   | Ray González         | 1              | <1(50 minut) |
| 59   | Shane Douglas        | 1              | <1(3 minuty) |